# توماس إنمان
توماس إنمان (بالإنجليزية: Thomas Inman)‏ (27 يناير 1820 - 3 مايو 1876) كان جراحًا منزليًا في مستشفى ليفربول الملكي. نشر في حياته العديد من الأوراق الطبية. كما كان من هواة الأساطير، وكتب كتاب الوثنية القديمة والرمزية المسيحية الحديثة، نُشر لأول مرة في عام 1869 ثم مرة أخرى في عام 1875.

## روابط خارجية
- مؤلفات Thomas Inman في مشروع غوتنبرغ
- أعمال أو نبذة عن توماس إنمان على أرشيف الإنترنت